# FC Kadiyivka
El FC Kadiyivka es un equipo de fútbol de Ucrania que juega en el Campeonato de Lugansk.

## Historia
Fue fundado en el año 1936 en la ciudad de Stakhanov del Óblast de Lugansk con el nombre Stakhanovets Stakhanov y han cambiado de nombre en varias ocasiones:
- Stakhanovets Stakhanov (1936 – 1941)
- Shakhtar Kadiyivka (1946 – 1979)
- Stakhanovets Stakhanov (1980 – 1991)
- Vahonobudivnyk Stakhanov (1991 – 1994)
- Shakhtar Stakhanov (1994 – 1999)
- Dynamo Stakhanov (1999 – 2004)
- Stakhanovets Stakhanov (2005)[1]
- FC Stakhanov (2007 – 2016)[2]
- FC Kadiyivka (2016 - )

El club participó por primera vez en la Liga Soviética de Ucrania en 1936, de la cual salió campeón en 1956 y participó en categoría oficial hasta 1979 cuando se volvió un equipo aficionado hasta la disolución de la Unión Soviética en 1991.
Tras la independencia de Ucrania y el haber sido un equipo aficionado antes de la independencia formó parte de la Segunda Liga de Ucrania, la tercera división nacional, por siete temporadas consecutivas hasta que por problemas financieros descendieron, y regresaron a la categoría aficionada donde se encuentran actualmente.

## Palmarés
- Liga Soviética de Ucrania: 1

1956

## Jugadores

### Jugadores destacados
- Viktor Onopko
- Eduard Tsykhmeystruk
- Vadym Plotnikov
- Sergei Poluszin
- Sergei Artiomov